# Andreas Speiser
Andreas Speiser (10 de junio de 1885 – 12 de octubre de 1970) fue un matemático y filósofo de la ciencia suizo.

## Vida y obra
Speiser estudió desde 1904 en Gotinga, en particular con David Hilbert, Felix Klein y Hermann Minkowski. En 1917 se convirtió en profesor a tiempo completo en la Universidad de Zúrich, pero más tarde se trasladó a Basilea. Durante 1924/25 fue presidente de la Asociación Matemática de Suiza.
Speiser trabajó en la teoría de números, la teoría de grupos y la teoría de superficies de Riemann. Organizó la traducción de la obra seminal de 1923 de Leonard Eugene Dickson Algebras and Their Arithmetics (Algebren und ihre Zahlentheorie, 1927), que estuvo fuertemente influenciado por el trabajo sobre la teoría de álgebras realizado por las escuelas de Emmy Noether y Helmut Hasse. Speiser también añadió un apéndice sobre la teoría ideal al libro de Dickson. La obra de Speiser Theorie der Gruppen endlicher Ordnung es un clásico, un libro profusamente ilustrado sobre la teoría de grupos. En este libro hay aplicaciones de grupos teóricos de la teoría de Galois, la teoría elemental de números y sólidos platónicos, así como extensos estudios de ornamentos, como aquellos que Speiser estudió en un viaje de 1928 a Egipto.
Speiser trabajó también sobre la historia de la matemática y fue el redactor principal para la edición de la Euler Commission de la Opera Omnia de Leonhard Euler, así como editor de las obras de Johann Heinrich Lambert. Como filósofo, Speiser estuvo principalmente interesado en Platón y escribió un comentario sobre el diálogo Parménides, pero también fue un experto de la filosofía de Plotino y Hegel.

## Escritos
- Die Theorie der Gruppen von endlicher Ordnung – mit Anwendungen auf algebraische Zahlen und Gleichungen sowie auf die Kristallographie. Springer 1923, Birkhäuser 1956.[2][3]
- Klassische Stücke der Mathematik. Orell Füssli 1925 (con Abdruck von Quellen, u.a. auch Dante, Rousseau)
- Leonhard Euler und die Deutsche Philosophie. Orell Füssli 1934
- Leonhard Euler. In: Große Schweizer. Atlantis Verlag, Zürich 1939, 1940, pp. 1-6
- Die mathematische Denkweise. Rascher 1932,[4] Birkhäuser 1945, 1952
- Leonhard Euler. Vortrag gehalten an der Generalversammlung des S.I.A. in Basel am 11. September 1949. Schweizerische Bauzeitung, Jg.67, Nr.48. 26 de noviembre de 1949, Zürich
- Elemente der Philosophie und Mathematik. Birkhäuser 1952
- Die Geistige Arbeit. Birkhäuser 1955 (conferencias)
- Ein Parmenideskommentar – Studien zur Platonischen Dialektik. Koehler, Leipzig, Stuttgart, 1937, 1959
- Ueber Riemannsche Flächen. Comm.Math.Helvetici (CMH), vol. 2, 1930, pp. 284
- Zur Theorie der Substitutionsgruppen. (enlace roto disponible en Internet Archive; véase el historial, la primera versión y la última). Mathematische Annalen 75, 1914: 443
- Zahlentheoretische Sätze aus der Gruppentheorie. (enlace roto disponible en Internet Archive; véase el historial, la primera versión y la última). Math.Zeitschrift 5, 1919: 1
- Naturphilosophische Untersuchungen von Euler und Riemann. Crelle Journal 157, 1927: 105
- Zahlentheorie in rationalen Algebren. (enlace roto disponible en Internet Archive; véase el historial, la primera versión y la última). CMH 8, 1936: 391
- Riemann'sche Flächen vom hyperbolischen Typus. (enlace roto disponible en Internet Archive; véase el historial, la primera versión y la última). CMH 10, 1938: 232
- Geometrisches zur Riemannschen Zetafunktion. Mathematische Annalen Bç110, 1934: 514
- Einteilung der sämtlichen Werke Leonhard Eulers. (enlace roto disponible en Internet Archive; véase el historial, la primera versión y la última). CMH 20, 1947